# Liste der Biografien/Mork
Liste der Biografien |
Portal Biografien |
Personensuche
# |
A |
B |
C |
D |
E |
F |
G |
H |
I |
J |
K |
L |
M |
N |
O |
P |
Q |
R |
S |
T |
U |
V |
W |
X |
Y |
Z |
?
 
Ma |
Mb |
Mc |
Md |
Me |
Mf |
Mg |
Mh |
Mi |
Mj |
Mk |
Ml |
Mm |
Mn |
Mo |
Mp |
Mq |
Mr |
Ms |
Mt |
Mu |
Mv |
Mw |
Mx |
My |
Mz
 
Moa |
Mob |
Moc |
Mod |
Moe |
Mof |
Mog |
Moh |
Moi |
Moj |
Mok |
Mol |
Mom |
Mon |
Moo |
Mop |
Moq |
Mor |
Mos |
Mot |
Mou |
Mov |
Mow |
Mox |
Moy |
Moz
 
Mora |
Morb |
Morc |
Mord |
More |
Morf |
Morg |
Morh |
Mori |
Mork |
Morl |
Morm |
Morn |
Moro |
Morp |
Morr |
Mors |
Mort |
Moru |
Morv |
Morw |
Mory |
Morz
Die Liste der Biografien führt alle Personen auf, die in der deutschsprachigen Wikipedia einen Artikel haben. Dieses ist eine Teilliste mit 51 Einträgen von Personen, deren Namen mit den Buchstaben „Mork“ beginnt.

## Mork
- Mörk von Mörkenstein, Alexander (1887–1914), österreichischer Maler, Literat und Höhlenforscher
- Mörk von Mörkenstein, Johann (1846–1912), Kaiserlich und Königlich österreichisch-ungarischer General der Infanterie
- Mörk, Adrien (* 1979), französischer Berufsgolfer
- Mork, Anniken (* 1991), norwegische Skispringerin
- Mørk, Emma Kirkeberg (* 2002), norwegische Skilangläuferin
- Mørk, Erik (1925–1993), dänischer Schauspieler
- Mörk, Gabriele (* 1962), österreichische Politikerin (SPÖ), Landtagsabgeordnete und Gemeinderätin, Mitglied des Bundesrates
- Mork, Ingolf (1947–2012), norwegischer Skispringer
- Mörk, Kerstin (* 1984), deutsche Pianistin
- Mørk, Lene (* 1979), dänische Badmintonspielerin
- Mørk, Marcus (* 1987), dänischer Handballspieler
- Mørk, Martin Kirkeberg (* 2001), norwegischer Skilangläufer
- Mørk, Nora (* 1991), norwegische HandballspielerinNora Mørk (* 1991)

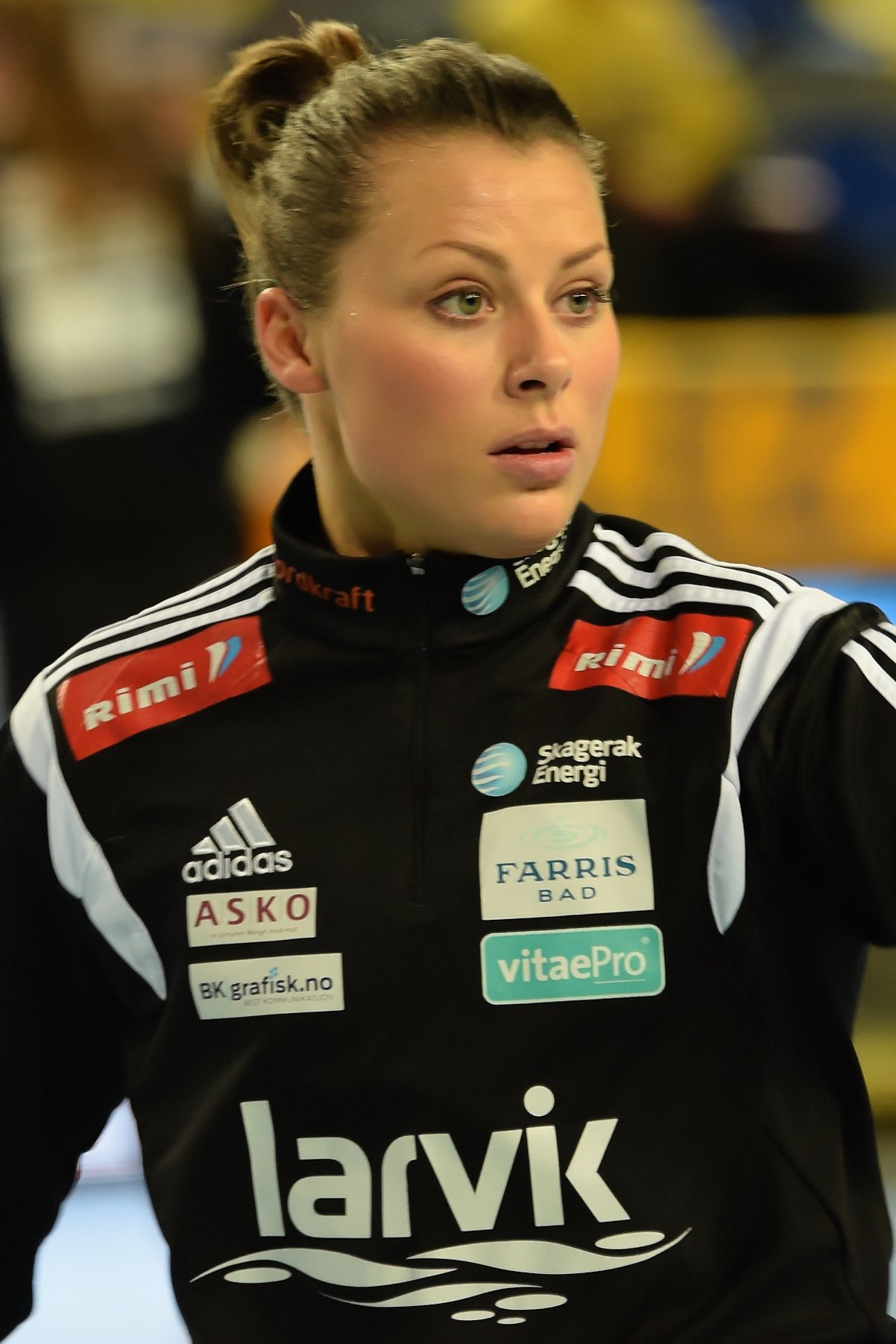
Nora Mørk (* 1991)

- Mørk, Peter (* 1982), dänischer Badmintonspieler
- Mørk, Thea (* 1991), norwegische Handballspielerin
- Mørk, Thomas (* 1962), dänischer Schauspieler
- Mørk, Truls (* 1961), norwegischer Cellist
- Mørk-Eidem, Bjarne (1936–2022), norwegischer Politiker

### Morka
- Morkaya, Arif (* 1989), türkischer Fußballspieler

### Morke
- Mörke, Gustav (* 1897), deutscher Politiker (DNVP), MdL
- Mörke, Karl (1889–1946), deutscher Gewichtheber
- Mörke, Olaf (* 1952), deutscher Historiker und Hochschullehrer
- Mørkeberg Sørensen, Aske (* 1993), dänischer Volleyballspieler
- Morkel, Arnd (1928–2020), deutscher Politikwissenschaftler, Hochschullehrer und Universitätspräsident
- Mörken, Gerald (* 1959), deutscher Schwimmer
- Mörker, Stefan (* 1978), Schweizer Skeletonfahrer
- Morkerke, Thomas († 1401), Bürgermeister von Lübeck
- Morkerke, Tidemann († 1422), Ratsherr der Hansestadt Lübeck
- Morkes, Norbert (* 1951), deutscher Musikproduzent und Lokalpolitiker, Bürgermeister von Gütersloh

### Morkh
- Mørkholm, Otto (1930–1983), dänischer Numismatiker

### Morko
- Mørkøre, Allan (* 1971), färöischer Fußballspieler und -trainer
- Mørkøre, Elspa (* 1991), färöische Schwimmerin
- Mørkøre, Kurt (* 1969), färöischer Fußballspieler und -trainer
- Morkötter, Steffi (* 1971), deutsche Fremdsprachendidaktikerin
- Mørkøv, Jesper (* 1988), dänischer Bahnradfahrer
- Mørkøv, Michael (* 1985), dänischer RadrennfahrerMichael Mørkøv (* 1985)

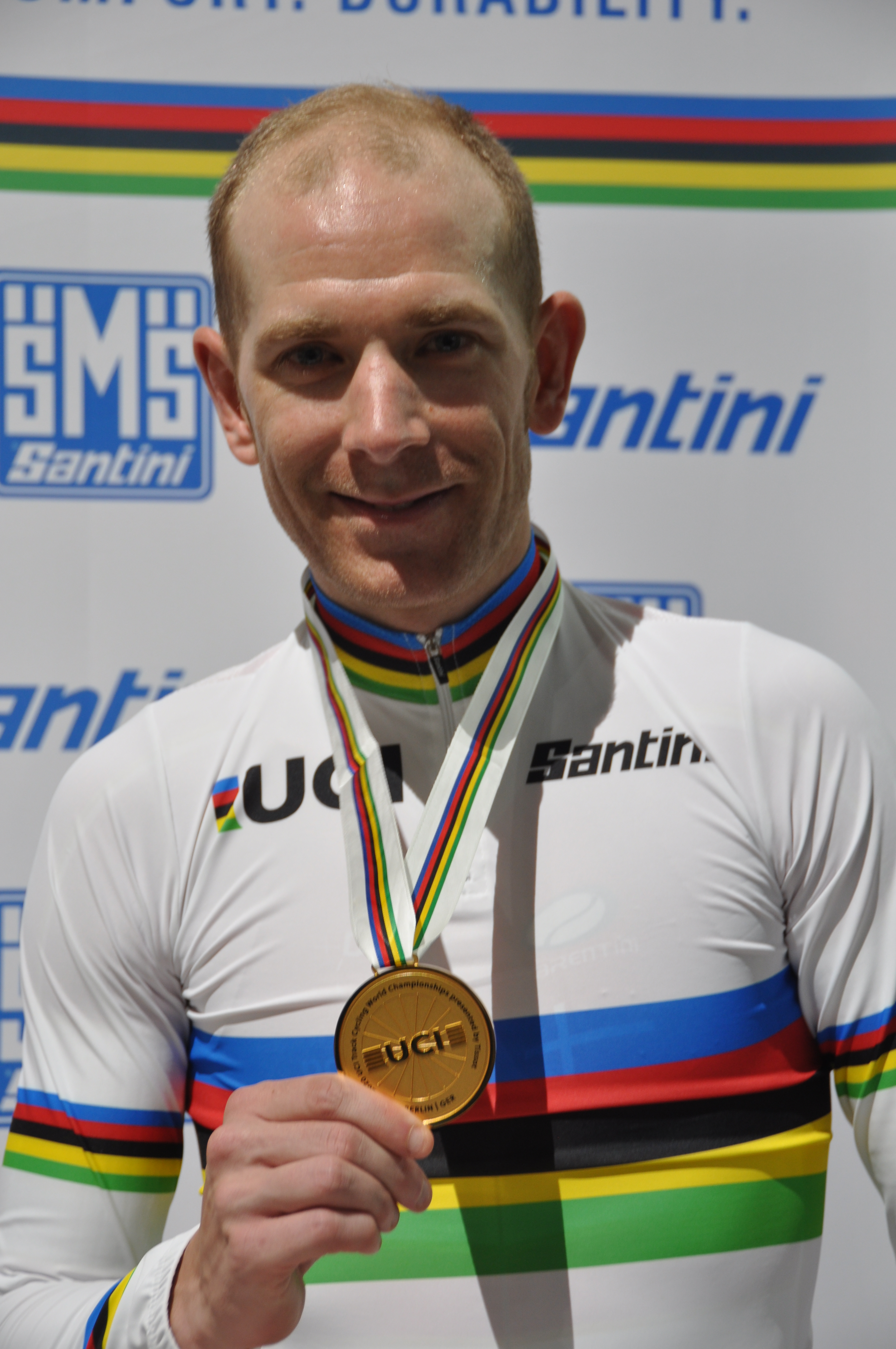
Michael Mørkøv (* 1985)

- Morkovkina, Anastassia (* 1981), estnische Fußballspielerin und -trainerin
- Mořkovský, Bohumil (1899–1928), tschechoslowakischer Turner
- Morkovsky, John Louis (1909–1990), US-amerikanischer Geistlicher, römisch-katholischer Bischof von Galveston-Houston
- Morkowkin, Walentin Iwanowitsch (1933–1999), sowjetischer Ruderer

### Morkr
- Morkramer, Arnold (* 1929), deutscher Bildhauer

### Morks
- Morks, Jan (1925–1984), niederländischer Jazzmusiker (Klarinette, Saxophon)

### Morku
- Morkūnaitė-Mikulėnienė, Radvilė (* 1984), litauische Politikerin, MdEP
- Morkūnas, Albinas (* 1944), litauischer Politiker
- Morkūnas, Donatas (* 1957), litauischer Politiker, Mitglied des Seimas
- Morkūnas, Julius (* 1978), litauischer Politiker
- Morkūnas, Kazys (1925–2014), litauischer Glasmaler
- Morkūnienė, Audronė (* 1959), litauische Politikerin

### Morkv
- Mørkve, Anne (* 1986), norwegische Biathletin
- Mørkve, Jori (* 1980), norwegische Biathletin
- Mørkved, Ann-Iren (* 1981), norwegische Fußballspielerin